# ホテル仙台プラザ

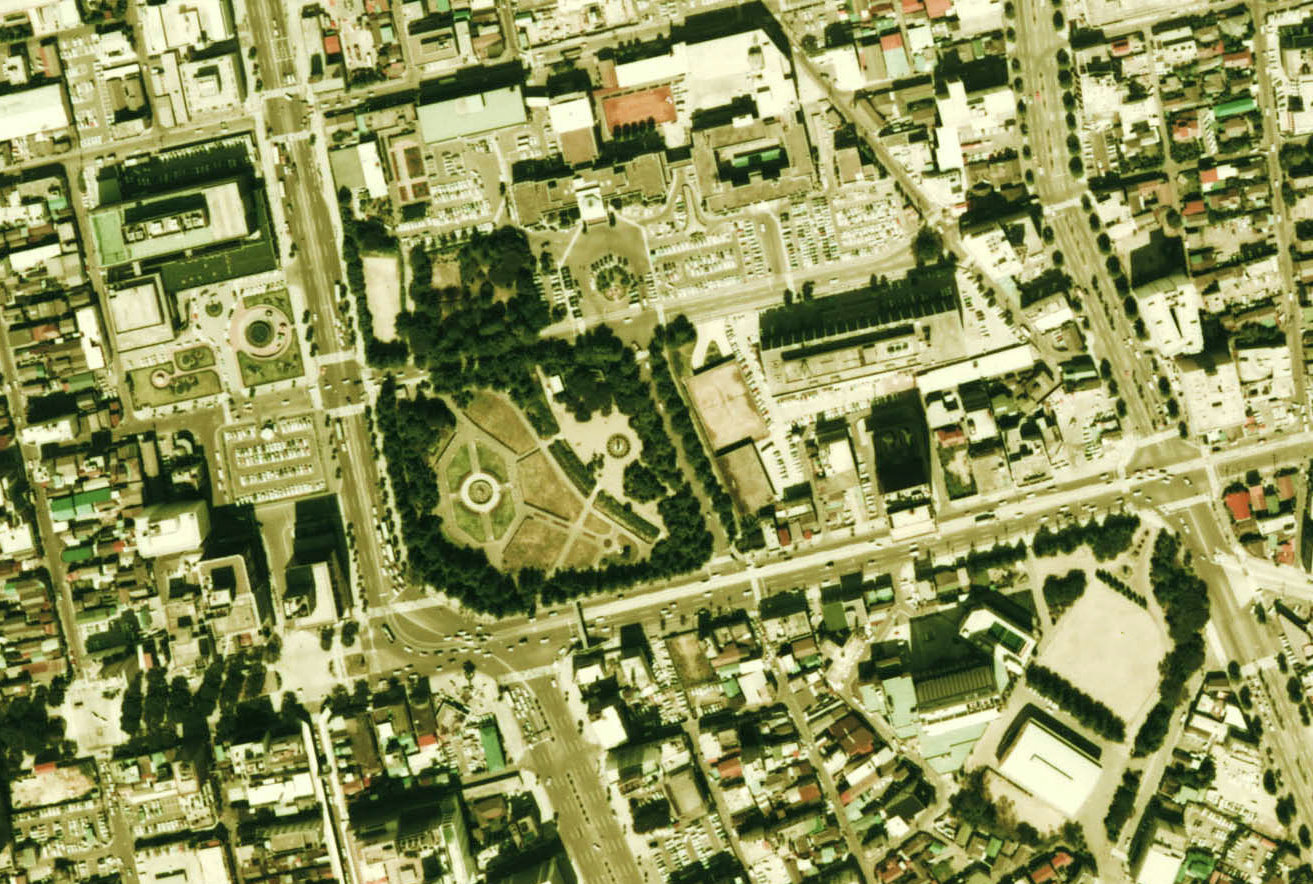
1975年度（昭和50年度）撮影。。
写真右下に新築移転して改称したばかりの「ホテル仙台プラザ」が写っている。ホテルの右には錦町公園と1998年（平成10年）まで存在した仙台市レジャーセンターが写っている。
その他、写真中央に勾当台通のクランク解消前の勾当台公園、写真左上に仙台市役所、中央上に高層ビル化前の宮城県庁舎などが写っている。なお、当写真は仙台市電の営業最終年度に撮影されており、定禅寺通の勾当台通より東側の併用軌道区間には現在のような街路樹が植栽された中央分離帯が無い。

ホテル仙台プラザ（ホテルせんだいプラザ）は、宮城県仙台市青葉区本町にかつて存在したホテル（2011年〈平成23年〉に閉館）。東北地方を代表する名門ホテルであった。

## 概要
仙台市都心部を見下ろす高台（JR仙台駅から徒歩15分・タクシー5分）に立地し、隣接する錦町公園を借景としていた。徒歩圏に宮城県庁・仙台市役所・仙台合同庁舎・仙台第二合同庁舎など官公庁が多かった。国際会議対応のメイン宴会場「松島」（立席で2千人収容）を備え、地元政財界の大規模会合に使われてきた。
地元では「プラザホテル」「仙台プラザ」などと略称されていた。
斎藤報恩会館（斎藤報恩会自然史博物館、財団法人斎藤報恩会事務所、貸会議室など）が、当ホテルの下層階と外観を統一し、連接して建っていた。
当ホテルの跡地は、隣接地も含め、NHK仙台放送局（仙台放送会館。2017年竣工）の敷地となっている。

## 館内
15階
- 2011年3月の閉館時[6]：

鉄板焼「メープル」
当ホテルは、1975年の竣工時には仙台市有数の高層建築であり、かつ高台に立地するため、15階のレストランから仙台市街地と太平洋を一望できた。
14階-4階
- 客室

3階
- メイン宴会場：松島（立席で2千人収容。東、西、南に区画可能）[1]。

2階
- 宴会場：けやき（東、西に区画可能）、あおい、花梨、もみ・たけ・はぎ[1]。

1階
- フロント
- ロビー
- 2011年3月の閉館時[6]：
  - レストラン「セレーナ」
  - 中国餐庁「北京」
  - 和食「万作」
  - ティーラウンジ
  - メインバー「オークルーム」

## 沿革

### 前史
1887年（明治20年）12月15日、日本鉄道本線（現・JR東北本線）が仙台区（現・仙台市）に開通するのに合わせ、仙台停車場前（現・JR仙台駅西口）には、旅館やホテルが次々開業した。開通同年に旅籠「大泉屋」が支店を旧・仙台ホテル（現・EDEN）の場所に開業、翌1888年（明治21年）には日本鉄道が「陸奥ホテル」を駅前南町通角に創業した。さらに1890年（明治23年）3月19日、仙台停車場構内に日本鉄道が「仙台陸奥館」を開業。1892年（明治25年）7月21日には、仙台駅前広場北側に日本鉄道が純和風の旅館を建て、こちらを（新）陸奥ホテルとした（以上の旅館・ホテルの開業年や施設名には諸説あり）。

### 当ホテルの前身

#### 陸奥別館青木ホテル
（旧）陸奥ホテルは、1888年（明治21年）に青木助三郎に売却されて「陸奥別館青木ホテル」と改称し、当ホテルの源流となった。

#### 青木ホテル
陸奥別館青木ホテルは、1945年（昭和20年）7月10日の仙台空襲で被災したが、翌1946年（昭和21年）に「青木ホテル」として再興された。占領期には、進駐軍のキャンプ・センダイ（旧：仙台城二の丸／現：東北大学川内キャンパス）、キャンプ・シンメルフェニヒ（旧：東京第一陸軍造兵廠 仙台製造所：現 陸上自衛隊 仙台駐屯地）、キャンプ・ファウラー（旧：歩兵第4連隊／現：榴岡公園）などがあったこともあり、GHQ/SCAP鉄道司令部 (Railway Transportation Office; RTO) の斜向かいにある当ホテルは全国に8つしかないバイヤーズ・ホテル（貿易庁所轄。外国人客の遊興飲食税が5割引きされるホテル）に指定された。1951年（昭和26年）には、東北地方初の国際観光ホテル整備法登録ホテル（政府登録ホテル）となった。

#### 仙台セントラル・ホテル
1960年（昭和35年）5月、青木ホテルは建物を自社保有の鉄筋コンクリート9階建てビル（三和銀行仙台支店が1階に入居し、ビル屋上塔屋に「三和銀行」と大書された）に改築し、その1階・8階・9階に「仙台セントラル・ホテル」を新たに開業した。
開業時の仙台セントラル・ホテルは
- 「9階建の高層建築は仙台駅を見下ろしている」[12]
- 「最近新築されたこのホテルは、近代設備を全て備えている。仙台が誇っても良いホテルだ」[12]

という威容を誇り、主だった社員は、開業前に東京・京阪神の一流ホテルで研修を受けて「ホテルマン」の名に恥じない素養を身に付けていた。
1960年の仙台における本格的なホテルは、電力ビル（1階・7階・8階・9階）で1960年8月に開業したグランド・ホテル仙台（洋室73室＋和室3室＝76室、宿泊客数120名）、1960年5月に開業した仙台セントラル・ホテル（洋室35室＋和室8室＝43室、宿泊客数67名）の2つだけであった。

### 当ホテルの開業
仙台セントラル・ホテルは、1975年（昭和50年）に仙台駅前を離れ、宮城県庁・仙台市役所・2棟の合同庁舎が居並ぶ官庁街に接し、仙台市都心部を見下ろす高台（仙台駅から徒歩15分・タクシー5分）に新築した自社保有の15階建てビルの全フロアを占める、東北地方で最初のシティホテル「ホテル仙台プラザ」として新たに開業した（昭和50年3月16日の開業時の客室数は211室、宿泊客数は292名）。同年12月27日に政府登録ホテルに再登録された。
当ホテルは、東北地方を代表するホテルとして名声を博した。

### 当ホテルの閉館

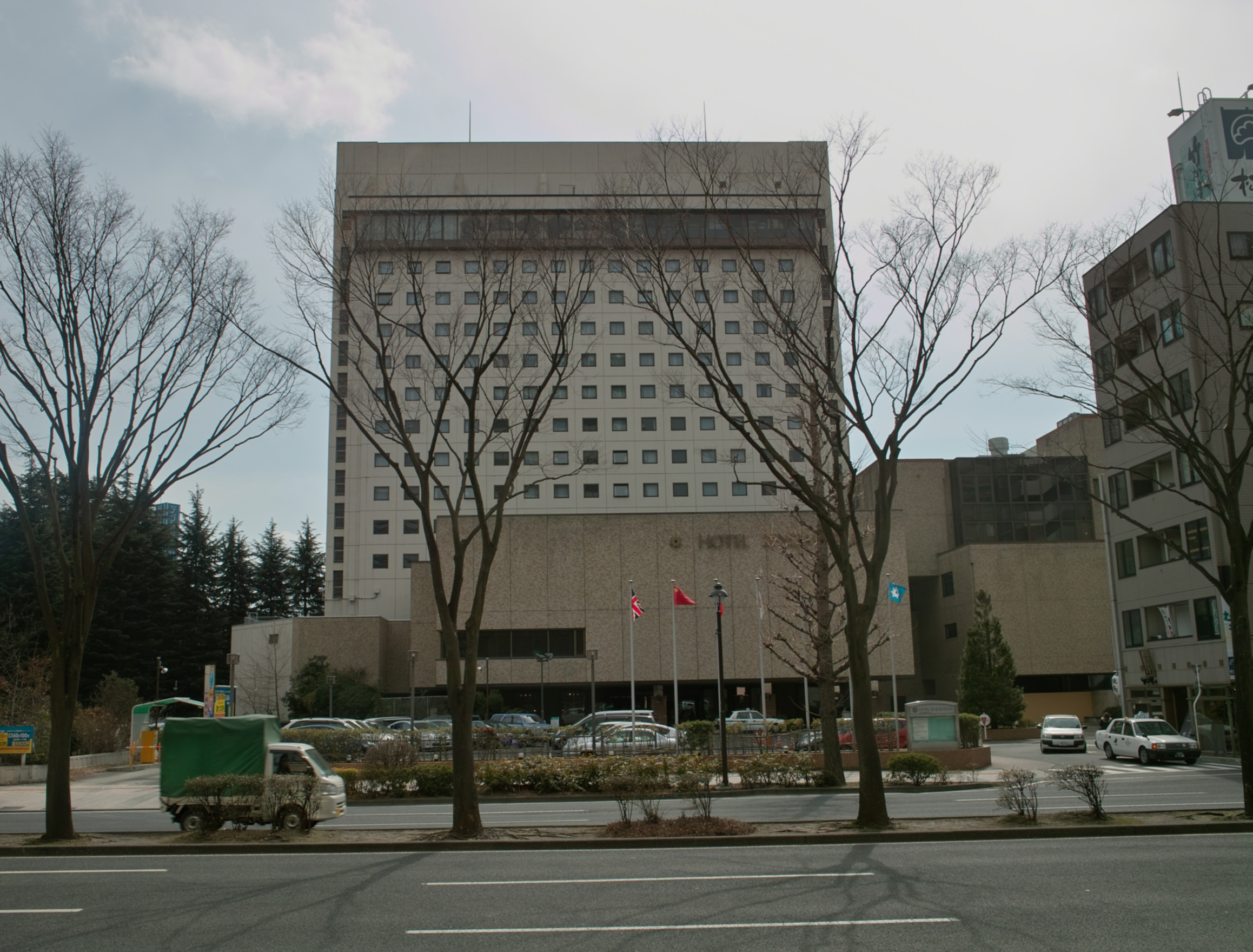
2011年（平成23年）3月7日に「同年3月25日付の閉館」を発表した後の3月9日、最期の晴れ姿を見せていた当ホテル。2日後の3月11日に東日本大震災が発生し、帰宅困難者を緊急的に保護した当ホテルは、3月13日に前倒しで閉館してその歴史を終えた。

開業から30年あまりが過ぎた2007年（平成19年）2月、経営不振に陥っていた当ホテルは、ミレアホールディングス（2008年6月以降は東京海上ホールディングス）傘下の東京海上日動火災保険の関連会社であるMRMホテル特定目的会社（東京都）に29億5千万円で土地・建物を売却し、リースバック方式で営業することになった。また、2009年（平成21年）に当ホテルの建物を取り壊し、ミレアHD関連会社が同地に新築する商業ビルにアップスケールして入居し直し、仙台一番町プロジェクト（現：仙台トラストシティ）に進出する外資系ホテル（現：ウェスティンホテル仙台）などに対抗して営業を続ける計画だった。しかし、2008年9月15日に発生したリーマン・ショック以降の世界同時不況により計画が頓挫。東京海上ホールディングスとの間で、賃料や条件面について断続的に協議が続いていた。
2011年（平成23年）3月7日、賃料不払いを理由に債権が差し押さえられたホテル側は、経営悪化などを理由に同年3月25日を以って閉館すると発表。宴会など約400件がキャンセルとなり、非正規を含む従業員全180人を同年4月6日付けで解雇することが決定された。同年3月11日、東北地方太平洋沖地震（東日本大震災）が発生すると隣接する錦町公園に避難していた保育園児や帰宅困難者等をホテル内に招き入れ、布団・毛布・食事の提供を続けたが、同年3月13日朝に避難者に退去してもらい、同日午前10時に前倒しで閉館した。
同年8月1日までに、当ホテルの運営会社は仙台地裁に自己破産を申請して倒産した（負債総額は8億円）。
NHKは、2011年9月1日までに、当ホテルの跡地（約5500平方メートル）を東京海上ホールディングス傘下の特定目的会社から35億円で取得した。さらにNHKは、当ホテルの跡地に隣接する仙台市の市有地（約1000平方メートル）を5億円で取得した。
当ホテルの建物は2012年（平成24年）に解体され、跡地にはNHK仙台放送局の新社屋（仙台放送会館）が建設された（2017年〈平成29年〉6月に竣工、2018年〈平成30年〉2月に業務開始）。

## その他
- 当ホテル以外に、直営レストランを、宮城県美術館内にレストラン「サリックス」[27]、仙台市博物館内にレストラン「三の丸」[27]、ベルギーオルゲールミュージアム内にカフェレストラン「グランプラス」の3店舗展開していた。
- ブルーノ・タウト
ドイツの建築家。榴ヶ岡の仙台陸軍幼年学校跡地（現在の仙台市立宮城野中学校や仙台市立仙台大志高等学校などがある地区）にあった商工省工芸指導所（現在の産業技術総合研究所の前身の1つ）に勤務し、「陸奥別館青木ホテル」に投宿していた。著書「日本美の再発見」に、オーナーの青木との交流について記述されている。
- エドマンド・ブランデン
イギリスの詩人。「青木ホテル」に半年ほど滞在し、"SENDAI" という題の詩をホテルに贈った。その詩は詩碑となり、仙台文学館の庭に設置されている。
- 野村克也
仙台を本拠地とする東北楽天ゴールデンイーグルス監督時代（2006年 - 2009年）、当ホテルのスイートルームを定宿としていた[28]。
- 当ホテル1階の中国餐庁「北京」のシェフやスタッフは、当ホテルの閉館後に独立し、2014年に「中国北京料理 飛天」を仙台市青葉区一番町に開店した[29]。

## アクセス
- JR仙台駅より徒歩15分／タクシー5分[1]。
- 地下鉄 勾当台公園駅より徒歩2分[1]。
- 仙台市営バス 「商工会議所前」より徒歩5分、「錦町公園前・ホテル仙台プラザ前」より徒歩ゼロ分[30]。
- 東北自動車道 仙台宮城ICよりクルマで15分[1]。

来客用駐車場（ホテル地下、敷地内）の収容台数は100台（うち5台は大型バス用）であった。
当ホテルの正面玄関、車寄せ（ポーチ）および敷地内駐車場は、定禅寺通に面していた。

## 周辺
- 錦町公園（直接隣接する）
- 定禅寺通
- 愛宕上杉通
- 東二番丁
- 勾当台公園
- 宮城県庁舎
- 仙台市役所